# Молот (Ульяновская область)
Мо́лот — посёлок в Новомалыклинском районе Ульяновской области. Входит в состав Высококолковского сельского поселения.

## География
Посёлок находится в долине реки Большой Авраль, на расстоянии примерно 15 км (по прямой) на юго-восток от села Новая Малыкла, административного центра района.

## История
Посёлок основан в начале XX века. В 1990-е годы работало СПК «Путь Ильича».

## Население
| 2010 |
| ---- |
| 4    |

### Национальный состав
Согласно результатам переписи 2002 года, в национальной структуре населения мордва составляли 75 % из 8 чел.